# Частуха желобчатая
Частуха желобчатая (лат. Alisma canaliculatum) — вид однодольных растений рода Частуха (Alisma) семейства Частуховые (Alismataceae). Произрастает в Японии, Корее, на островах Рюкю, Курильских островах, Тайвани и в Китае.

## Ботаническое описание
Многолетнее травянистое растение. Диаметр клубней до 3 см. Листья ланцетовидные, длиной от 9 до 30 см, со слегка фальцетовидной, ланцетной лопастью, длиной от 6 до 45 см и от 1 до 5 см, с 3-5 жилками. Лопасть клиновидная в основании или постепенно сужающаяся к черешку, на верхушке заострённая. Цветки белые. Цветение и плодоношение происходят с мая по октябрь. Плоды — мелкие семянки. 2n=28. Встречается по берегам озёр, прудов, болот и ручьёв.